# ستاتس 6 بوسيدون
ستاتس 6 بوسيدون هو طوربيد يعمل بالطاقة النووية تحت التطوير من قبل الجيش الروسي،قادر على حمل أسلحة تقليدية و نووية.
الصاروخ هو واحد من ستة أسلحة أستراتيجية التي أعلن عنها الرئيس الروسي فلاديمير بوتين في 1 مارس 2018م.